# 리사 에이크혼

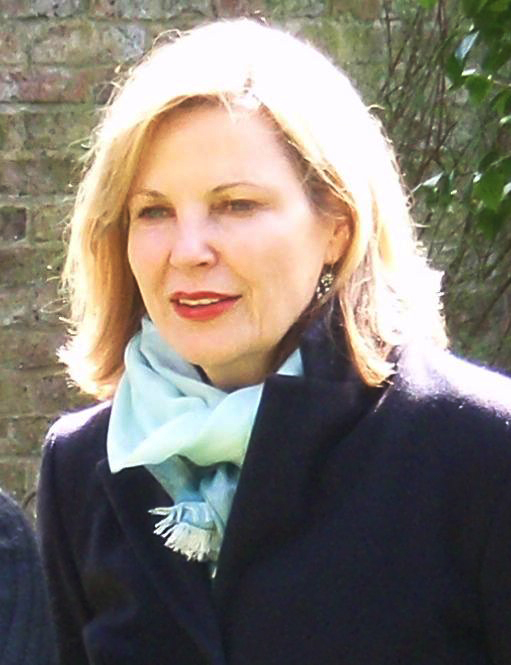

리사 아이크혼(Lisa Warren Eichhorn, 영어 발음: /ˈaɪkhɔːrn/, 1952년 2월 4일 ~ )은 미국의 각본가, 영화 제작자, 배우이다.
글렌스 폴스에서 태어났다.

## 출연 작품
- 테이큰 비긴즈 (2015년) - 마리아 브레넌 역
- 어바웃 타임 (2013년) - 메리의 엄마 역
- 씽즈 아이 돈 언더스탠드 (2012년)
- 보이즈 앤 걸즈 (2000년)
- 굿바이 러버 (1999년)
- 리플리 (1999년) - 에밀리 그린리프 역
- 주다스 키스 (1998년)
- 다이애나: 어 트리뷰트 투 더 피플스 프린세스 (1998년)
- 스틱스 & 스톤즈 (1996년)
- 리틀 프레지던트 (1996년)
- 어 모던 어페어 (1995년)
- 리틀 킹 (1993년)
- 사랑의 커피 (1993년)
- 데블린 (1992년)
- 비련의 장벽 (1990년)
- 문 44 (1990년)
- 살인 누명 (1986년)
- 헬 캠프 (1986년)
- 3막 살인 (1986년)
- 흑장미 (1984년)
- 더 월 (1982년)
- 커터스 웨이 (1981년)
- 전장의 우정 (1979년)
- 유럽인들 (1979년)

### 텔레비전
- 로앤오더: 범죄 전담반 (1994)